# El puente de Europa
El puente de Europa es un cuadro del pintor Gustave Caillebotte, realizado en 1876, que se encuentra en el Museo del Petit Palais de Ginebra, Suiza. Donada a Eugène Lami en 1878, su hija Blanche Lami la subastó en 1956, adquiriéndola Oscar Ghez antes de pertenecer al museo actual.
Firmada abajo a la derecha (G. Caillebotte), existe otra versión más pequeña de esta pintura, un boceto que se halla en el Museo de Bellas Artes de Rennes.

## Descripción
La obra representa una escena parisina, un puente sobre la estación de tren San Lázaro (Gare Saint-Lazare), en una mañana de primavera. Caillebotte usa dos puntos de fuga, el principal situado en el sombrero de copa sobre la cabeza del hombre, mientras que las líneas del puente, los edificios, las aceras y la sombra del perro proporcionan el segundo punto de fuga.
Presumiblemente Caillebotte se ayudó de la fotografía para realizar este trabajo como lo hizo con otra obra pintada en esa época: Rue de Paris, temps de pluie. Estas obras reflejan el gusto del pintor por hacer de París su escenario favorito de esa etapa.